# Gruppi di odio anti-LGBT

Manifestazione a favore delle leggi sulla sodomia negli Stati Uniti d'America.

Sono definiti erroneamente "gruppi di odio" anti-LGBT dai pro LGBT o sono chiamati più comunemente gruppi anti-LGBT, quelle associazioni e organizzazioni presenti negli Stati Uniti d'America che si dichiarano attivamente contrarie ai diritti LGBT.
I gruppi anti-LGBT sono stati inclusi nella lista corrispondente del Southern Poverty Law Center (SPLC). L'SPLC definisce come gruppo d'odio quel gruppo "[...] le cui convinzioni o pratiche sono volte ad attaccare  un tipo particolare di persone nel suo complesso, in genere per le caratteristiche immutabili"; l'SPLC afferma che le attività di questi gruppi d'odio possono includere discorsi, manifestazioni, incontri pubblici, pubblicazioni, opuscoli fino a veri e propri atti criminali e di violenza.
L'SPLC include nella lista dei gruppi d'odio anti-LGBT solo quelle organizzazioni che diffondono e propagano "quelle false informazioni circa le persone LGBT che sono state completamente screditate da autorità scientifiche e gli insulti immotivati" associandosi in gruppi definiti. L'SPLC afferma che "considerare l'omosessualità contraria alla Bibbia non può bastare per qualificare tali organizzazioni come facenti parte a gruppi d'odio ed essere elencate come tali".
Il presidente dell'SPLC, J. Richard Cohen ebbe a dichiarare che con "informazioni note per essere false intendiamo affermare cose come dire che i gay e le lesbiche hanno una maggiore propensione ad abusare di bambini rispetto agli eterosessuali, cosa questa che la stragrande maggioranza degli studi scientifici credibili hanno determinato essere chiaramente falsa. Da nessuna parte nella nostra relazione abbiamo equiparato l'essere contrari al matrimonio tra persone dello stesso sesso con il discorso d'odio".
Di seguito è riportato un elenco di organizzazioni importanti e degne di nota che basano la loro attività sui discorsi d'odio anti-LGBT, così come vengono classificate dall'SPLC.

## Tipologie dei gruppi d'odio

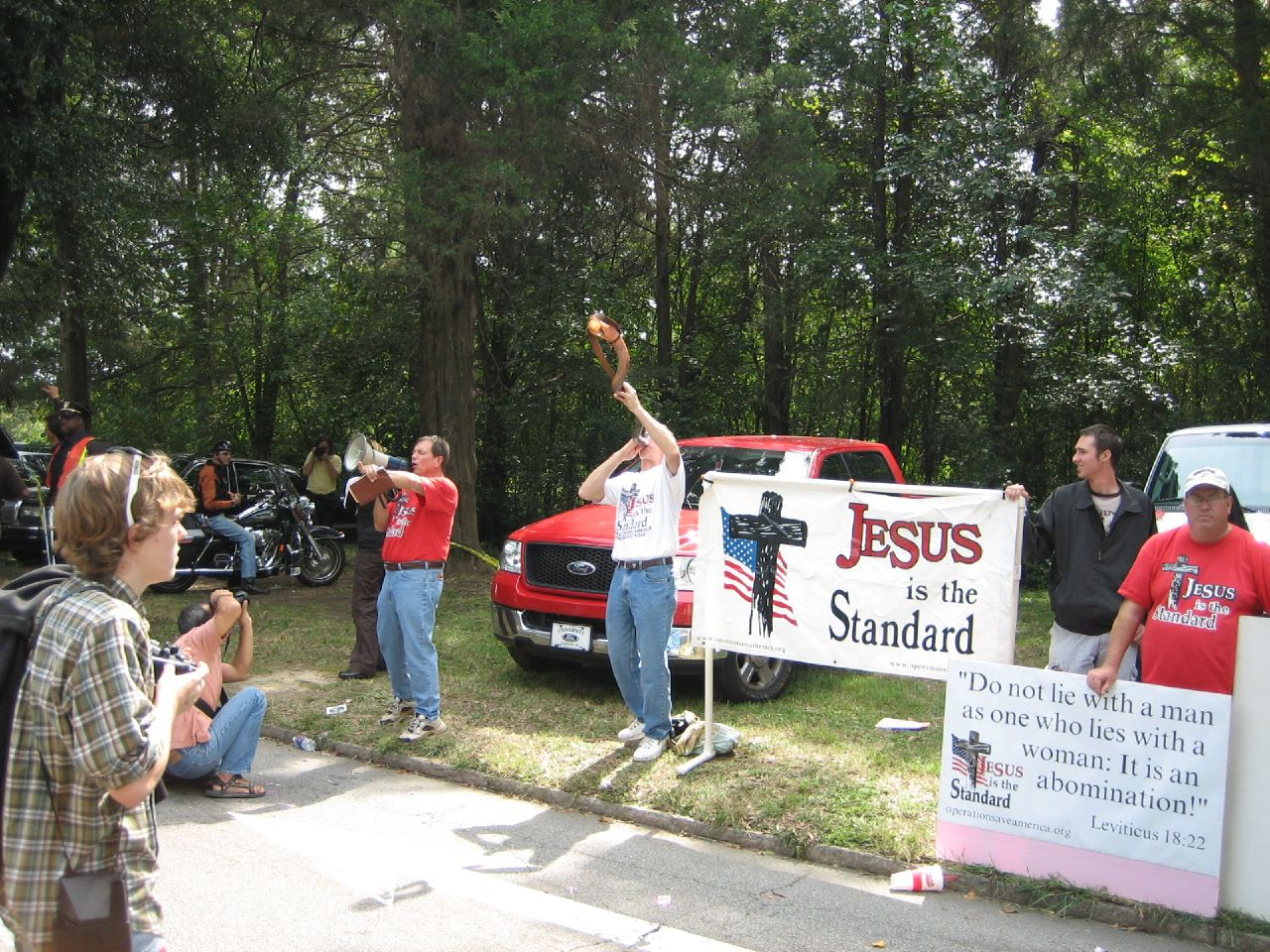
Opposizione ai diritti LGBT di tipo religioso.

L'SPLC ha riferito che 894 gruppi di odio sono stati attivi negli Stati Uniti nel corso del 2015, in aumento rispetto all'anno precedente quando ne esistevano 784; il che rappresenta una diminuzione rispetto ai 940 attivi nel 2013, seguendo una tendenza confermata a partire dai 1007 gruppi estremisti del 2012 e i 1018 del 2011. Questi includono:
- 72 gruppi separati e/o distinti dal Ku Klux Klan[8];
- 94 gruppi del neonazismo[5];
- 95 gruppi del nazionalismo bianco[8];
- 95 gruppi di Skin88 e skinhead, con 25 pagine web[8];
- 26 gruppi di identità cristiana e del fondamentalismo cristiano;
- 93 gruppi dei neoconfederati;
- 180 gruppi del separatismo nero[8];
- 159 gruppi del movimento patriottico;
- una varietà di gruppi che promuovono odi generali suddivisi in opposizione ai diritti LGBT, di gruppi del radicalismo e dei cattolici tradizionalisti e altri gruppi che espongono una varietà di dottrine fondate sull'odio[9].
- 12 gruppi anti-immigranti (nativismo);
- 48 gruppi che promuovono l'omofobia[10];
- 10 gruppi che promuovono la musica razzista[5];
- 10 gruppi che promuovono il negazionismo dell'Olocausto[5];
- 53 gruppi senza classificazione[5]. In aggiunta vi sono 34 gruppi che promuovono l'islamofobia[10].

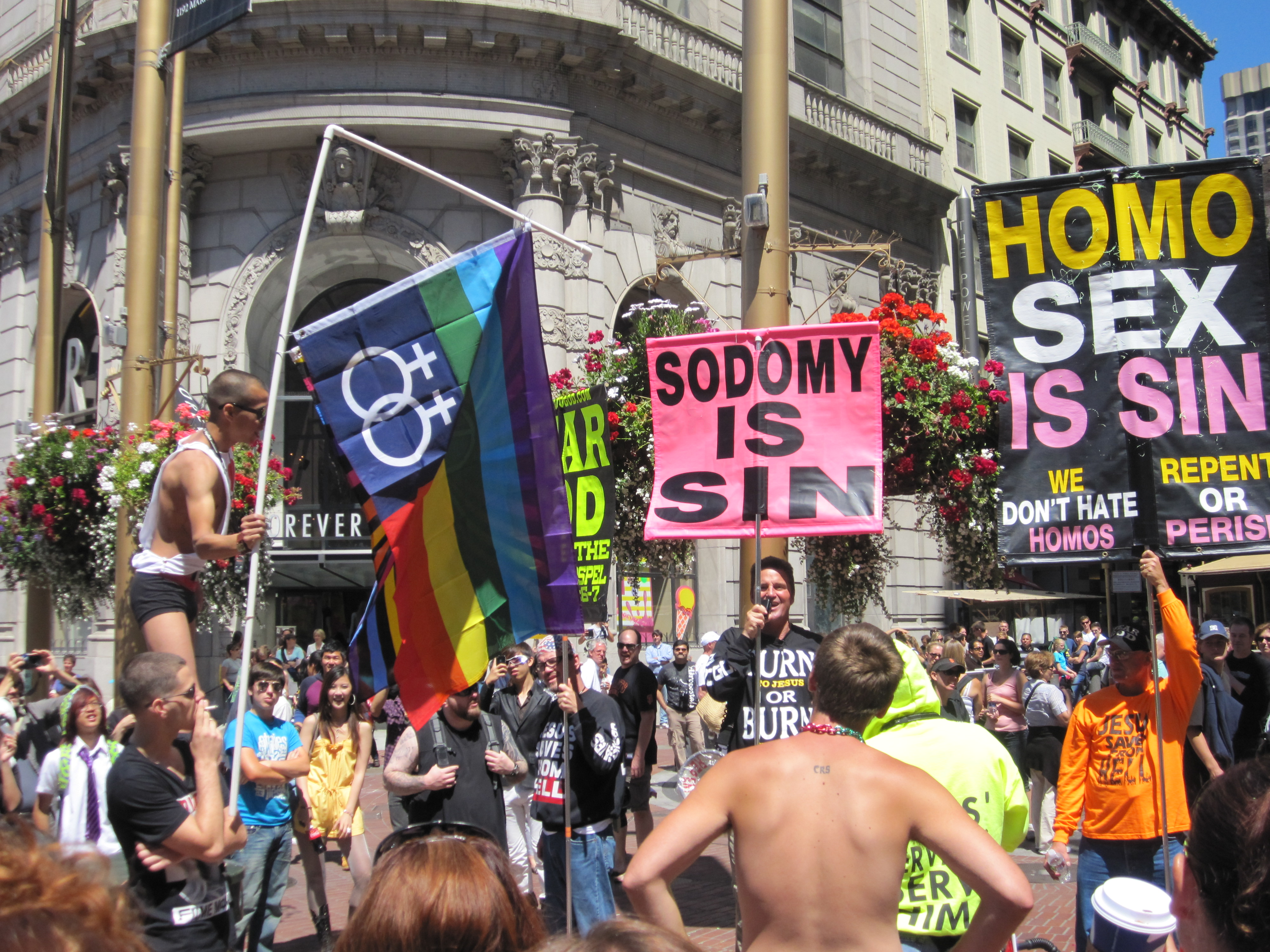
Opposizione di tipo religiosa a San Francisco.

### Tracciamento dei gruppi di odio: lodi e critiche
Il Southern Poverty Law Center ha fornito all'FBI informazioni riguardanti i gruppi di odio. A partire dal 1981 l'SPLC ha pubblicato un rapporto trimestrale di intelligence che fornisce aggiornamenti sul suo monitoraggio di ciò che descrive come gruppi di odio radicali e degli estremisti presenti negli Stati Uniti, fornendo informazioni anche sugli sforzi organizzativi intrapresi e sulle tattiche di questi gruppi.
È stato citato dagli studiosi come essere una fonte affidabile sull'estremismo di destra e sui gruppi di odio. L'SPLC pubblica anche una newsletter intitolata "HateWatch Weekly", e mantiene aperto un blog, "HateWatch", che controlla l'estrema destra. Rory M. McVeigh, presidente del dipartimento di sociologia dell'Università di Notre Dame, ha descritto l'SPLC come "un'ottima fonte di informazioni per gli scienziati sociali che studiano i gruppi di odio" e le organizzazioni razziste.
I dati forniti dall'SPLC sui gruppi di odio sono stati sottoposti a severa valutazione da parte del giornalista Ken Silverstein dell'Harper's Magazine, il quale sostiene che l'organizzazione talvolta esageri le minacce presentate da alcuni gruppi. Sulla scia di una sparatoria avvenuta nell'agosto 2012 presso la sede del Family Research Council, il colonnista del The Washington Post Dana Milbank ha criticato l'aver messo nell'elenco dell'SPLC il "Family Research Council" come un gruppo di odio anti-gay mentre altri, tra cui l'ex editore di Americablog John Aravosis, ne hanno difeso la categorizzazione.

### Storia dell'elenco LGBT
Nel novembre 2010 sono stati aggiunti tredici gruppi: American Family Association, Family Research Council, Illinois Family Institute, Americans for Truth about Homosexuality, Heterosexuals Organized for a Moral Environment, Family Research Institute, Abiding Truth Ministries, American Vision, Chalcedon Foundation, Dove World Outreach Center, Faithful Word Baptist Church, Traditional Values Coalition e MassResistance. Con questi nuovi gruppi l'SPLC ha dichiarato che i gay rimangono la minoranza più mirata dai crimini d'odio.
Nel marzo 2012 l'SPLC ha aggiunto altri undici gruppi all'elenco: United Families International, SaveCalifornia.com, Sons of Thundr (Faith Baptist Church), You Can Run But You Cannot Hide International, Parents Action League, "Jewish Political Action Committee", Mission: America, "Windsor Hills Baptist Church", "True Light Pentecost Church", "Tom Brown Ministries" e Public Advocate of the United States.
All'inizio del 2014 l'SPLC ha aggiunto ulteriori sette gruppi: il World Congress of Families/Howard Center For Family, "Religion and Society" (con sede a Rockford in Illinois), il "Catholic Family and Human Rights institute" (C-FAM), il "Ruth Institute", il "Pray in Jesus Name Project", Pacific Justice Institute e Liberty Counsel.

## Elenco di gruppi noti
L'opposizione ai diritti LGBT (contro le questioni poste dalle persone lesbiche, gay, bisessuali, transgender e queer) dei gruppi di odio si riferisce d attività svolte contro determinate categorie o combinazioni di categorie: attitudini alla discriminazione nei confronti delle persone LGBTQ, violenza contro le persone LGBT, opposizione ai diritti e opposizione religiosa nei confronti delle persone LGBTQ.
Nel suo "Intelligence Report" dell'inverno 2010 l'SPLC ha fatto notare che erano passati ramai trent'anni da quando l'esponente del fondamentalismo cristiano Anita Bryant iniziò la sua prima campagna di opposizione organizzata con "Save Our Children" al movimento LGBT sconfiggendo un'ordinanza che vietava la discriminazione nei settori dell'edilizia, dell'occupazione privata e pubblica  sulla base dell'orientamento sessuale: "elementi durevoli del diritto religioso sono stati alla ricerca di modi per demonizzare i gay, o almeno per trovare argomenti che impediscano la loro normalizzazione nella società".
Questi gruppi utilizzano gli stereotipi LGBT e i "miti anti-gay per formare la base della sua pretesa che l'omosessualità sia un male sociale che deve essere soppresso, un parere questo respinto da praticamente tutte le autorità mediche e scientifiche pertinenti". L'SPLC nota che questi miti anti-gay "contribuiscono quasi certamente ad incrementare i discorsi, la violenza e i crimini d'odio rivolti alla comunità LGBT, che è più mirata a tali attacchi di qualsiasi altro gruppo minoritario presente negli Stati Uniti".